# Amandine Leynaud
Amandine Leynaud (født 2. maj 1986 i Aubenas, Frankrig) er en kvindelig fransk håndboldspiller, der er målvogtertræner for Frankrigs kvindehåndboldlandshold.

## Karriere

### Klubhold
I en alder af 18 år blev Leynaud rekrutteret på det franske storhold Metz Handball's førstehold, hvor hun hurtigt etablerede sig som en af fransk kvindehåndbolds største talenter. I løbet af de otte sæsoner hun spillede i Metz Handball, vandt hun seks franske mesterskaber, syv Coupe de la Ligue og én Coupe de France.
I marts 2012 skiftede hun til den rumænske storklub CS Oltchim Râmnicu Vâlcea. Så snart hun ankom til sin nye klub, blev hun alvorligt knæskadet og spillede derfor ikke håndbold i 6 måneder, hvor hun samtidig missede deltagelsen ved EM 2012 Serbien.
I februar 2013 valgte hun at benytte en klausul i hendes kontrakt med CS Oltchim Râmnicu Vâlcea, pga. klubbens økonomiske problemer. Hun forlod derfor klubben uden at have spillet en eneste officiel kamp og skiftede i stedet til den makedonske klub, ŽRK Vardar. ŽRK Vardar var en klub der i sommeren 2013 havde fået et økonomisk boost, hvilket gjorde at de kunne tiltrække flere verdensstjerner som Inna Suslina, Andrea Lekić, Allison Pineau og Siraba Dembélé.
Hun havde stor succes med ŽRK Vardar, hvor hun udviklede sig også til at blive en af verdens bedste målvogter. I 2017 nåede ŽRK Vardar finalen i kvindernes EHF Champions League 2017, men tabte finalen mod ungarske Győri ETO KC. Året efter nåede holdet ligeledes i Champions League-finalen, men tabte igen mod Győri ETO KC i finalen. Også i Vardar valgte den russiske rigmand Sergej Samsonenko, at trække støtten til kvindeholdet og i stedet fokusere på klubbens herrehold. Derfor måtte stort set alle spillere forlade klubben og finde en ny arbejdsgiver. For Leynauds vedkommende, kom aftalen med rivalerne fra Győri ETO KC allerede på plads i februarmåned 2018. Hun spillede sidst for Győri ETO KC fra 2018 til 2022. Hun var desuden spillede målvogtertræner i de sidste to sæsoner, og gjorde kort comeback i 2022 som gardering for Silje Solbergs graviditet.

### Landshold
Hun fik debut på det franske A-landshold i den 14. november 2005, mod Tyskland. I en alder af bare 19 år, skulle Leynaud være førstekeeper på landsholdet, efter at mangeårig Viborg HK-spiller Valerie Nicolas, stoppede karrieren. Hun vandt to sølvmedaljer ved verdensmesterskaberne i 2009 i Kina og 2011 i Brasilien.
Hun her også deltaget ved de olympiske lege i 2008, 2012 og i 2016 hvor Frankrig vandt sølv. Hun var ligeledes med til at vinde VM 2017 i Tyskland og EM 2018 på hjemmebane.
Hun var med til at vinde OL-guld i håndbold for Frankrig, ved Sommer-OL 2020 i Tokyo, efter finalesejr over Rusland, med cifrene 30-25.
Hun meddelte kort, efter OL-succesen, hendes karrierestop på det franske A-landshold.

## Meritter

### Klubhold

#### Metz Handball
- Division 1 Féminine:
  -  Guld: 2005, 2006, 2007, 2008, 2009, 2011

- Coupe de France:
  -  Guld: 2010

- Coupe de la Ligue:
  -  Guld: 2005, 2006, 2007, 2008, 2009, 2010, 2011

#### Győri Audi ETO KC
- Nemzeti Bajnokság I:
  -  Guld: 2019

- Magyar Kupa:
  -  Guld: 2019

- EHF Champions League:
  -  Guld: 2019

### Landshold
- Olympiske Lege:
  -  Guld: 2020
  -  Sølv: 2016
- VM i Håndbold:
  -  Guld: 2017
  -  Sølv: 2009, 2011
- EM i Håndbold:
  -  Guld: 2018
  -  Sølv: 2020
  -  Bronze: 2016

## Priser
- Bedste spiller ved EHF Champions League Final Four: 2018
- All-Star Målvogter ved EHF Champions League: 2020, 2021
- All-Star Målvogter ved Møbelringen Cup: 2018[9]
- All-Star Målvogter ved EM i håndbold: EM 2018[10]